# Campionati del mondo di ciclismo su pista - Mezzofondo maschile Dilettanti
Il mezzofondo maschile Dilettanti era una delle prove inserite nel programma dei campionati del mondo di ciclismo su pista. Aperta alla categoria Dilettanti, fu parte del programma dei campionati dal 1893 al 1992. Dal 1993, complice la fusione delle categorie Professionisti e Dilettanti nella categoria Open, la prova è stata abolita.

## Albo d'oro
Aggiornato all'edizione 1992.
| Anno    | Vincitore               | Secondo                | Terzo                    |
| ------- | ----------------------- | ---------------------- | ------------------------ |
| 1893    | Laurens Meintjes        | Emil Ulbrecht          | -                        |
| 1894    | Wilhelm Henie           | Jack Green             | Jan Van Oolen            |
| 1895    | Mathieu Cordang         | Cees Witteveen         | Wilhelm Henie            |
| 1896    | Fernand Ponscarme       | Michael Djakoff        | Andreas Hansen           |
| 1897    | Ernest Gould            | Emile Ouzon            | Anders Rasmussen Tjæreby |
| 1898    | Albert-John Cherry      | Gustav Graben          | Anton Huneck             |
| 1899    | Johnny Nelson           | Ben Goodson            | George Riddle            |
| 1900    | Louis Bastien           | Wilhelm Henie          | Roger Hildebrand         |
| 1901    | Heinrich Sievers        | Bruno Salzmann         | Alfred Görnemann         |
| 1902    | Alfred Görnemann        | Fritz Keller           | Johan Dielhe             |
| 1903    | Edmond Audemars         | Vittorio Carlevaro     | Reinhold Herzog          |
| 1904    | Léon Meredith           | W.J. Pett              | George Olley             |
| 1905    | Léon Meredith           | Willy Mest             | Auguste Carremans        |
| 1906    | Maurice Bardonneau      | Victor Tubbax          | Emile Eigeldinger        |
| 1907    | Léon Meredith           | Maurice Brocco         | van Nek                  |
| 1908    | Léon Meredith           | Gustav Janke           | Léon Vanderstuyft        |
| 1909    | Léon Meredith           | Maurice Cuzin          | Georges Patou            |
| 1910    | Henri Hens              | Louis Delbor           | Sydney Bailey            |
| 1911    | Léon Meredith           | Bertus Mulckhijze      | Pietro Lori              |
| 1912    | non disputato           | non disputato          | non disputato            |
| 1913    | Léon Meredith           | Alex Beyer             | Cor Blekemolen           |
| 1914    | Cor Blekemolen          | Jacques Van Ginkel     | Walter Stelzer           |
| 1915-57 | non disputato           | non disputato          | non disputato            |
| 1958    | Lothar Meister          | Heinz Wahl             | Arie van Houwelingen     |
| 1959    | Arie van Houwelingen    | Bernard Deconinck      | Lothar Meister           |
| 1960    | Georg Stoltze           | Siegfried Wustrow      | Henk Buis                |
| 1961    | Leendert van der Meulen | Siegfried Wustrow      | Georg Stoltze            |
| 1962    | Romain Deloof           | Hans Lauppi            | Christian Giscos         |
| 1963    | Romain Deloof           | Karl-Heinz Matthes     | Ueli Luginbhül           |
| 1964    | Jacob Oudkerk           | Jean Walschaerts       | Daniel Salmon            |
| 1965    | Miguel Más Gayá         | Etienne Van Der Vieren | Alain Maréchal           |
| 1966    | Piet de Wit             | Bert Romyn             | Christian Giscos         |
| 1967    | Piet de Wit             | Michail Markov         | Dries Helsloot           |
| 1968    | Giuseppe Grassi         | Cees Stam              | Benny Herger             |
| 1969    | Albertus Boom           | Cees Stam              | Jörg Peter               |
| 1970    | Cees Stam               | Horst Gnas             | Antonio Cerda            |
| 1971    | Horst Gnas              | Rainer Podlesch        | Gaby Minneboo            |
| 1972    | Horst Gnas              | Jean Breuer            | Gaby Minneboo            |
| 1973    | Horst Gnas              | Rainer Podlesch        | Gaby Minneboo            |
| 1974    | Jean Breuer             | Martin Venix           | Miguel Espinos           |
| 1975    | Gaby Minneboo           | Miguel Espinos         | Jean Pinsello            |
| 1976    | Gaby Minneboo           | Bartolomé Caldentey    | Rainer Podlesch          |
| 1977    | Gaby Minneboo           | Bartolomé Caldentey    | Rainer Podlesch          |
| 1978    | Rainer Podlesch         | Mattheus Pronk         | Martin Rietveld          |
| 1979    | Mattheus Pronk          | Guido Van Meel         | Gaby Minneboo            |
| 1980    | Gaby Minneboo           | Mattheus Pronk         | non assegnato            |
| 1981    | Mattheus Pronk          | Rainer Podlesch        | Max Hürzeler             |
| 1982    | Gaby Minneboo           | Mattheus Pronk         | Rainer Podlesch          |
| 1983    | Rainer Podlesch         | Mattheus Pronk         | Walter Baumgartner       |
| 1984    | Jan de Nijs             | Roberto Dotti          | Ralf Stambula            |
| 1985    | Roberto Dotti           | Roland Königshofer     | Mario Gentili            |
| 1986    | Mario Gentili           | Luigi Bielli           | Roland Königshofer       |
| 1987    | Mario Gentili           | Vincenzo Colamartino   | Roland Königshofer       |
| 1988    | non assegnato           | Roland Königshofer     | non assegnato            |
| 1989    | Roland Königshofer      | Tonino Vittigli        | Thomas Königshofer       |
| 1990    | Roland Königshofer      | David Solari           | Andrea Bellati           |
| 1991    | Roland Königshofer      | David Solari           | Carsten Podlesch         |
| 1992    | Carsten Podlesch        | Roland Königshofer     | David Solari             |

## Medagliere
| Pos.   | Nazione          | Oro | Argento | Bronzo | Totale |
| ------ | ---------------- | --- | ------- | ------ | ------ |
| 1      | Paesi Bassi      | 17  | 10      | 10     | 37     |
| 2      | Gran Bretagna    | 9   | 2       | 2      | 13     |
| 3      | Germania Ovest   | 6   | 5       | 4      | 15     |
| 4      | Italia           | 4   | 8       | 3      | 15     |
| 5      | Belgio           | 3   | 6       | 4      | 13     |
| 6      | Germania         | 3   | 5       | 5      | 16     |
| 7      | Francia          | 3   | 4       | 7      | 14     |
| 8      | Austria          | 3   | 3       | 4      | 10     |
| 9      | Germania Est     | 2   | 4       | 2      | 8      |
| 10     | Spagna           | 1   | 3       | 2      | 6      |
| 11     | Svizzera         | 1   | 1       | 6      | 8      |
| 12     | Norvegia         | 1   | 1       | 1      | 3      |
| 13     | Stati Uniti      | 1   | 1       | 0      | 2      |
| 14     | Transvaal        | 1   | 0       | 0      | 1      |
| 15     | Australia        | 0   | 1       | 0      | 1      |
| 15     | Russia           | 0   | 1       | 0      | 1      |
| 15     | Unione Sovietica | 0   | 1       | 0      | 1      |
| 18     | Danimarca        | 0   | 0       | 2      | 2      |
| 19     | Canada           | 0   | 0       | 1      | 1      |
| Totale | Totale           | 55  | 56      | 53     | 164    |